# 4401 Aditi
4401 Aditi eller 1985 TB är en asteroid i huvudbältet som upptäcktes den 14 oktober 1985 av den amerikanska astronomen Carolyn S. Shoemaker vid Palomar-observatoriet. Den är uppkallad efter Aditi i hinduisk mytologi.
Asteroiden har en diameter på ungefär 1 kilometer. Den tillhör asteroidgruppen Amor.